# Betriebssportgemeinschaft Chemie Leipzig 2021-2022
Questa voce raccoglie le informazioni riguardanti la Betriebssportgemeinschaft Chemie Leipzig nelle competizioni ufficiali della stagione 2021-2022.

## Stagione
Nella stagione 2021-2022 il Chemie Lipsia, allenato da Miroslav Jagatic, concluse il campionato di Regionalliga nordest al 9º posto.

## Rosa
| N. |                     | Ruolo | Calciatore         |
| -- | ------------------- | ----- | ------------------ |
| 1  | Germania (bandiera) | P     | Benjamin Bellot    |
| 2  | Germania (bandiera) | D     | Florian Brügmann   |
| 3  | Germania (bandiera) | D     | Stefan Karau       |
| 4  | Germania (bandiera) | D     | Manuel Wajer       |
| 5  | Germania (bandiera) | D     | Simran Dhaliwal    |
| 6  | Germania (bandiera) | C     | Andy Wendschuch    |
| 7  | Germania (bandiera) | C     | Alexander Bury     |
| 8  | Germania (bandiera) | C     | Tarik Reinhard     |
| 9  | Germania (bandiera) | A     | Timo Mauer         |
| 10 | Germania (bandiera) | A     | Dennis Mast        |
| 11 | Germania (bandiera) | D     | Lucas Surek        |
| 12 | Germania (bandiera) | P     | Jonas Janke        |
| 13 | Germania (bandiera) | D     | Benjamin Schmidt   |
| 14 | Germania (bandiera) | A     | Stephané Mvibudulu |

| N. |                               | Ruolo | Calciatore        |
| -- | ----------------------------- | ----- | ----------------- |
| 16 | Germania (bandiera)           | C     | Ben Keßler        |
| 17 | Germania (bandiera)           | C     | Tom Gründling     |
| 18 | Germania (bandiera)           | C     | Philipp Wendt     |
| 19 | Germania (bandiera)           | C     | Max Keßler        |
| 20 | Germania (bandiera)           | A     | Florian Kirstein  |
| 21 | Macedonia del Nord (bandiera) | C     | Anes Osmanoski    |
| 22 | Germania (bandiera)           | P     | Till Jagodzik     |
| 22 | Germania (bandiera)           | P     | Vincent Raschdorf |
| 23 | Germania (bandiera)           | D     | Anton Kanther     |
| 25 | Germania (bandiera)           | D     | Isidor Akpeko     |
| 26 | Germania (bandiera)           | C     | Benjamin Boltze   |
| 29 | Germania (bandiera)           | D     | Tom Müller        |
| 33 | Germania (bandiera)           | A     | Denis Jäpel       |
| 39 | Germania (bandiera)           | C     | Paul Horschig     |

## Organigramma societario
Area tecnica
- Allenatore: Miroslav Jagatic
- Allenatore in seconda: Christian Sobottka
- Preparatore dei portieri: Harald Bellot
- Preparatori atletici:
- Analisi video:

## Calciomercato

### Sessione estiva
| Acquisti | Acquisti         | Acquisti            | Acquisti |
| R.       | Nome             | da                  | Modalità |
| -------- | ---------------- | ------------------- | -------- |
| D        | Florian Brügmann | Energie Cottbus     |          |
| C        | Paul Horschig    | VfB Auerbach        |          |
| P        | Jonas Janke      | Energie Cottbus U19 |          |
| A        | Denis Jäpel      | Lokomotive Lipsia   |          |
| D        | Anton Kanther    | Union Fürstenwalde  |          |
| C        | Ben Keßler       | Erzgebirge Aue U19  |          |
| A        | Timo Mauer       | Meuselwitz          |          |

| Cessioni | Cessioni         | Cessioni          | Cessioni |
| R.       | Nome             | a                 | Modalità |
| -------- | ---------------- | ----------------- | -------- |
| A        | Tomáš Petráček   | Bayern Hof        |          |
| A        | Morgan Faßbender | Meppen            |          |
| D        | Burim Halili     | Carl Zeiss Jena   |          |
| C        | Pascal Pannier   | Union Sandersdorf |          |

### Sessione invernale
| Acquisti | Acquisti        | Acquisti          | Acquisti |
| R.       | Nome            | da                | Modalità |
| -------- | --------------- | ----------------- | -------- |
| D        | Isidor Akpeko   | Bonner            |          |
| C        | Anes Osmanoski  | Rabotnički        |          |
| D        | Simran Dhaliwal | Wacker Nordhausen |          |

| Cessioni | Cessioni      | Cessioni  | Cessioni |
| R.       | Nome          | a         | Modalità |
| -------- | ------------- | --------- | -------- |
| A        | Benjamin Luis | Eilenburg |          |

## Risultati

### Regionalliga nordest

#### Girone di andata
| Arbitro: | Wartmann |

|           |           |                      |
| Vogel 10’ | Marcatori | 58’ (rig.) Mvibudulu |

| Arbitro: | Müller |

|  |           |                      |
|  | Marcatori | 75’ Löder 90’ Korsch |

| Arbitro: | Kutscher |

|             |           |                            |
| Zintsch 42’ | Marcatori | 22’ Kirstein 37’ Mvibudulu |

| Arbitro: | Weißbach |

|                           |           |  |
| Mvibudulu 51’ Schmidt 90’ | Marcatori |  |

| Arbitro: | Wartmann |

|  |           |                |
|  | Marcatori | 10’, 90’ Jäpel |

| Arbitro: | Müller |

|  |           |          |
|  | Marcatori | 24’ Ihbe |

| Arbitro: | Dallmann |

|  |           |           |
|  | Marcatori | 49’ Mauer |

| Arbitro: | Jessen |

|           |           |              |
| Jäpel 32’ | Marcatori | 51’ Pagliuca |

| Arbitro: | Rauschenberg |

|            |           |                         |
| Kanther 8’ | Marcatori | 21’ Becker 25’ Vierling |

| Arbitro: | Schipke |

|                      |           |  |
| Klump 36’ Bolyki 90’ | Marcatori |  |

| Arbitro: | Waegert |

|              |           |           |
| Brügmann 68’ | Marcatori | 10’ Džafo |

| Arbitro: | Köppen |

|                                    |           |                           |
| Eisele 4’, 90’ (rig.) Drinkuth 46’ | Marcatori | 47’ Kirstein 53’ Brügmann |

| Arbitro: | Vierock |

|              |           |            |
| Kirstein 57’ | Marcatori | 89’ Seidel |

| Arbitro: | Allwardt |

|  |           |           |
|  | Marcatori | 36’ Karau |

| Arbitro: | Wilske |

|                         |           |              |
| Boltze 15’ Kirstein 59’ | Marcatori | 84’ Monteiro |

| Arbitro: | Markhoff |

|                                    |           |  |
| Richter 73’ Schulz 85’ Ernesto 87’ | Marcatori |  |

| Arbitro: | Rauschenberg |

|  |           |              |
|  | Marcatori | 65’ Brügmann |

| Arbitro: | Bartnitzki |

|             |           |  |
| Pfeffer 76’ | Marcatori |  |

| Arbitro: | Ostrin |

|            |           |                          |
| Müller 90’ | Marcatori | 45’ Engelhardt 47’ Hasse |

#### Girone di ritorno
| Arbitro: | Wiethüchter |

|                         |           |             |
| Brügmann 35’ Müller 85’ | Marcatori | 55’ Fiedler |

| Arbitro: | Rauschenberg |

|  |           |                         |
|  | Marcatori | 58’ Mauer 90’ Mvibudulu |

| Lipsia 9 febbraio 2022, ore 19:00 CET 22ª giornata | Chemie Lipsia | 0 – 0 referto | Meuselwitz | Alfred-Kunze-Sportpark (2 850 spett.)\| Arbitro: \| Müller \| |
| Arbitro:                                           | Müller        |               |            |                                                               |

| Arbitro: | Dallmann |

|  |           |           |
|  | Marcatori | 16’ Mauer |

| Arbitro: | Ostrin |

|                                     |           |           |
| Müller 3’ Reinhard 37’ Kirstein 50’ | Marcatori | 24’ Frahn |

| Arbitro: | Kluge |

|                    |           |           |
| Gözüsirin 70’, 90’ | Marcatori | 10’ Jäpel |

| Arbitro: | Butterich |

|                      |           |              |
| Schmidt 78’ Bury 81’ | Marcatori | 4’ Scherhant |

| Arbitro: | Wilske |

|             |           |  |
| Roscher 79’ | Marcatori |  |

| Arbitro: | Wien |

|                                                   |           |                                         |
| Rankić 3’ Becker 43’ Göth 46’ Butendeich 51’, 80’ | Marcatori | 59’ Kanther 64’ (aut.) Rankić 68’ Mauer |

| Arbitro: | Kluge |

|               |           |           |
| Osmanoski 13’ | Marcatori | 30’ Reher |

| Rathenow 20 marzo 2022, ore 13:00 CET 30ª giornata | Optik Rathenow | 0 – 0 referto | Chemie Lipsia | Stadion Vogelgesang (718 spett.)\| Arbitro: \| Jessen \| |
| Arbitro:                                           | Jessen         |               |               |                                                          |

| Arbitro: | Weißbach |

|                                        |           |                             |
| Bury 35’ Reinhard 66’ Jäpel 90’ (rig.) | Marcatori | 7’ Oesterhelweg 50’ Wolfram |

| Arbitro: | Bartnitzki |

|             |           |                                    |
| Frangos 13’ | Marcatori | 48’, 71’ (rig.) Jäpel 81’ Kirstein |

| Arbitro: | Köppen |

|                    |           |            |
| Mast 10’ Surek 51’ | Marcatori | 65’ Siakam |

| Fürstenwalde 17 aprile 2022, ore 13:00 CEST 34ª giornata | Union Fürstenwalde | 0 – 0 referto | Chemie Lipsia | Bonava-Arena (505 spett.)\| Arbitro: \| Kluge \| |
| Arbitro:                                                 | Kluge              |               |               |                                                  |

| Arbitro: | Lossius |

|  |           |                       |
|  | Marcatori | 47’ Yajima 85’ Ulrich |

| Arbitro: | Köppen |

|                                    |           |                                       |
| Derflinger 25’ Horschig 76’ (aut.) | Marcatori | 19’ Bury 21’ (rig.) Mast 47’ Kirstein |

| Arbitro: | Vierock |

|                               |           |            |
| Ziane 38’ (aut.) Kirstein 90’ | Marcatori | 74’ Heynke |

| Arbitro: | Waegert |

|                                                       |           |           |
| Kujović 35’ Pronichev 43’ Engelhardt 45’ Borgmann 59’ | Marcatori | 30’ Jäpel |

## Statistiche

### Statistiche di squadra
| Competizione | Punti | In casa | In casa | In casa | In casa | In casa | In casa | In trasferta | In trasferta | In trasferta | In trasferta | In trasferta | In trasferta | Totale | Totale | Totale | Totale | Totale | Totale | DR |
| Competizione | Punti | G       | V       | N       | P       | Gf      | Gs      | G            | V            | N            | P            | Gf           | Gs           | G      | V      | N      | P      | Gf     | Gs     | DR |
| ------------ | ----- | ------- | ------- | ------- | ------- | ------- | ------- | ------------ | ------------ | ------------ | ------------ | ------------ | ------------ | ------ | ------ | ------ | ------ | ------ | ------ | -- |
| Regionalliga | 56    | 19      | 8       | 5       | 6       | 24      | 22      | 19           | 8            | 3            | 8            | 23           | 26           | 38     | 16     | 8      | 14     | 47     | 48     | -1 |
| Totale       | 56    | 19      | 8       | 5       | 6       | 24      | 22      | 19           | 8            | 3            | 8            | 23           | 26           | 38     | 16     | 8      | 14     | 47     | 48     | -1 |

### Andamento in campionato
| Giornata  | 1 | 2  | 3  | 4 | 5 | 6 | 7 | 8 | 9  | 10 | 11 | 12 | 13 | 14 | 15 | 16 | 17 | 18 | 19 | 20 | 21 | 22 | 23 | 24 | 25 | 26 | 27 | 28 | 29 | 30 | 31 | 32 | 33 | 34 | 35 | 36 | 37 | 38 |
| --------- | - | -- | -- | - | - | - | - | - | -- | -- | -- | -- | -- | -- | -- | -- | -- | -- | -- | -- | -- | -- | -- | -- | -- | -- | -- | -- | -- | -- | -- | -- | -- | -- | -- | -- | -- | -- |
| Luogo     | T | C  | T  | C | T | C | T | C | C  | T  | C  | T  | C  | T  | C  | T  | C  | T  | C  | C  | T  | C  | T  | C  | T  | C  | T  | T  | C  | T  | C  | T  | C  | T  | C  | T  | C  | T  |
| Risultato | N | P  | V  | V | V | P | V | N | P  | P  | N  | P  | N  | V  | V  | P  | P  | P  | P  | V  | V  | N  | V  | V  | P  | V  | P  | P  | N  | N  | V  | V  | V  | N  | P  | V  | V  | P  |
| Posizione | 8 | 17 | 11 | 7 | 7 | 8 | 7 | 8 | 10 | 10 | 10 | 9  | 11 | 10 | 10 | 10 | 11 | 11 | 11 | 11 | 11 | 12 | 11 | 11 | 11 | 11 | 11 | 11 | 12 | 12 | 12 | 11 | 10 | 9  | 9  | 9  | 9  | 9  |

Legenda:

Luogo: C = Casa; T = Trasferta. Risultato: V = Vittoria; N = Pareggio; P = Sconfitta.

### Statistiche dei giocatori
| I. Akpeko     | 1  | 0 | 0 | 0 |
| B. Bellot     | 35 | 0 | 0 | 0 |
| B. Boltze     | 26 | 1 | 2 | 0 |
| F. Brügmann   | 29 | 3 | 3 | 0 |
| A. Bury       | 25 | 3 | 8 | 0 |
| S. Dhaliwal   | 7  | 0 | 2 | 0 |
| T. Gründling  | 2  | 0 | 0 | 0 |
| P. Horschig   | 30 | 0 | 5 | 0 |
| T. Jagodzik   | 0  | 0 | 0 | 0 |
| J. Janke      | 3  | 0 | 1 | 0 |
| D. Jäpel      | 34 | 8 | 4 | 0 |
| A. Kanther    | 36 | 2 | 7 | 0 |
| S. Karau      | 34 | 1 | 8 | 0 |
| B. Keßler     | 31 | 0 | 4 | 0 |
| M. Keßler     | 1  | 0 | 0 | 0 |
| F. Kirstein   | 37 | 8 | 1 | 0 |
| B. Luis       | 13 | 0 | 1 | 0 |
| D. Mast       | 25 | 2 | 3 | 0 |
| T. Mauer      | 35 | 4 | 4 | 0 |
| S. Mvibudulu  | 12 | 4 | 1 | 0 |
| T. Müller     | 24 | 3 | 2 | 1 |
| A. Osmanoski  | 12 | 1 | 1 | 0 |
| V. Raschdorf  | 0  | 0 | 0 | 0 |
| T. Reinhard   | 33 | 2 | 7 | 0 |
| B. Schmidt    | 26 | 2 | 3 | 0 |
| L. Surek      | 14 | 1 | 2 | 0 |
| M. Wajer      | 28 | 0 | 3 | 0 |
| A. Wendschuch | 2  | 0 | 0 | 0 |
| P. Wendt      | 27 | 0 | 2 | 0 |